# Gene Wood
Eugene Edward "Gene" Wood (20 de octubre de 1925 – 21 de mayo de 2004) fue un presentador televisivo estadounidense, conocido principalmente por su trabajo como locutor en diversos concursos. Entre las décadas de 1960 y 1990 trabajó en concursos principalmente producidos por Mark Goodson y Bill Todman, destacando entre ellos Family Feud, Card Sharks, Password y Beat the Clock. Durante un breve período de tiempo Wood también fue el presentador del último de ellos, así como de otro show titulado Anything You Can Do. Tras retirarse de los concursos en 1996, Wood fue locutor del canal televisivo Game Show Network, retirándose definitivamente en 1998.

## Primeros años y carrera
Nacido en Quincy (Massachusetts), Wood estudió declamación y teatro en el Emerson College. En sus inicios trabajó como comediante en vivo e hizo anuncios comerciales televisivos, además de guiones para la serie de Bob Keeshan Captain Kangaroo. En este último show se incluía una serie de dibujos animados producida por Terrytoons y titulada The Adventures of Lariat Sam, para la cual Wood daba voces y cantaba la canción principal. 
Wood también hizo trabajo humorístico, emparejándose a menudo con Bill Dana e interpretando ambos un número en el circuito de nightclubs.

## Carrera televisiva
Su primer papel de locutor de concursos fue como sustituto en la versión del show de la ABC Supermarket Sweep (1966). Tres años después inició una larga asociación con Mark Goodson-Bill Todman Productions, trabajando como locutor en Beat the Clock desde 1969 a 1972, programa que pasó a presentar tras la salida del mismo de Jack Narz, siendo entonces su locutor Nick Holenreich. Wood también presentó la temporada 1971–1972 del concurso de corta trayectoria Anything You Can Do, y fue durante una semana una de las celebridades del panel de Match Game en 1974. En 1976 Wood ya trabajaba como locutor regular de Goodson–Todman dando voz a muchos de los concursos de la compañía, además de preparar al público de los programas e interpretar números cómicos.
Entre sus actuaciones de mayor fama destaca la que hizo como locutor de la versión original de Family Feud, presentada por Richard Dawson y emitida por la ABC desde 1976 a 1985. En la versión de Family Feud presentada en 1988 por Ray Combs, volvió a ser su locutor, llevando a cabo la función hasta 1995. 
Otro show al que dio voz fue la versión original y una reposición de Card Sharks. La primera versión, con Jim Perry, se emitió entre 1978 y 1981 en la NBC, mientras que dos reposiciones del mismo (una en la CBS y otra en redifusión, presentadas por Bob Eubanks y Bill Rafferty, respectivamente) pudieron verse entre 1986 y 1989.
Tras fallecer en 1985 Johnny Olson, el locutor original de la versión que presentó Bob Barker de The Price Is Right, Wood fue uno de los cuatro sustitutos interinos, hasta que finalmente fue escogido para el puesto Rod Roddy. En esa época Wood también narraba la versión nocturna en redifusión del show presentada por Tom Kennedy, hasta que finalmente también tomó el puesto Roddy. Wood también sustituyó a Olson en las semanas finales de la versión que Tom Kennedy presentaba del concurso Body Language.
Otros shows en los cuales participó Wood como locutor fueron Tattletales (CBS, 1974–1978) Double Dare (CBS, 1976–1977), Match Game-Hollywood Squares Hour (NBC, 1983–1984), Password Plus and Super Password (NBC, 1979–1982, y NBC, 1984–1989), Love Connection (redifusión, 1985–1988), Classic Concentration (NBC, 1987–1991), y Win, Lose or Draw (redifusión, 1987–1990). Antes de su retiro definitivo en los años noventa, Wood fue voz en off del canal Game Show Network. 

## Fallecimiento
Gene Wood falleció en 2004 en Boston, Massachusetts, a causa de un cáncer. Sus restos fueron incinerados, y las cenizas entregadas a sus allegados.